# رینگ (آلمان)
رینگ (به آلمانی: Ringe) یک شهر در آلمان است که در گرافشافت بنتهایم واقع شده‌است. رینگ ۲٬۱۸۳ نفر جمعیت دارد.